# George Lillo

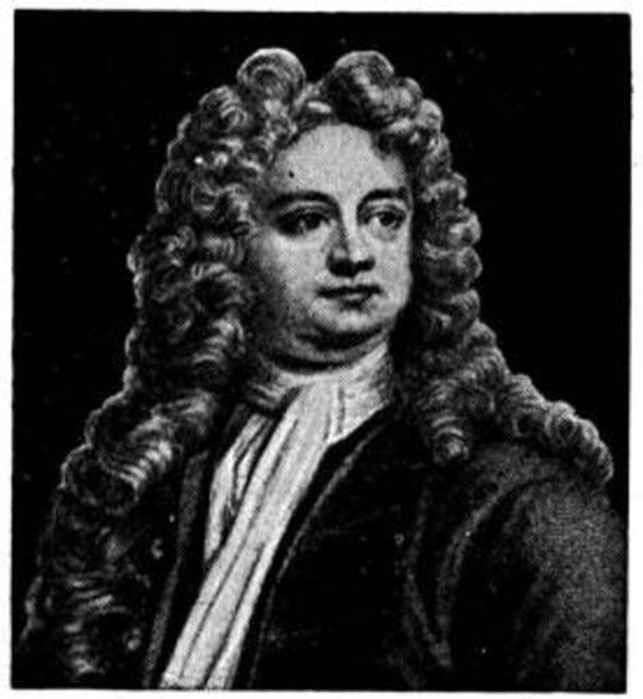
George Lillo.

George Lillo, född 3 februari 1691, död 4 september 1739, var en engelsk dramatisk författare.
Lillos sedelärande tragedi The London merchant or the history of George Barnwell (1731) kom att bli mycket spelad under 1700-talet. De handlande personerna tillhörde alla borgarståndet, vilket var något nytt inom dramatiken. Styckets betydelse ligger främst i det intryck det gjorde i utlandet: det gav impulsen till det borgerligt-sentimentala dramat, som blomstrade på fransk och tysk scen och som i sin tur kom att bli upphovet till det moderna dramat. Bland Lillso övriga arbeten märks The Christian hero (1735) och Marina (1738). Lillos samlade verk med biografi utgavs av Th. Davies 1775, en ny utgåva utkom 1810.